# Тиріган
Тиріган — цар (або обраний отаман) кутіїв, правив 40 днів в Шумері у 2109 до н. е. (2050 до н. е. за іншими даними).

Зазнав поразки в бою з царем Урука Утухенгалєм, при втечі прагнув сховатися в поселенні Дубрум, але був виданий його мешканцями. Вбитий разом з своєю дружиною і сином. Цей бій збігся у часі з місячним затемненням.